# Hronov (nádraží)
Hronov je železniční stanice v západní části stejnojmenného města v okrese Náchod v Královéhradeckém kraji poblíž řeky Metuje. Leží na jednokolejné neelektrizované železniční trati Týniště nad Orlicí – Otovice zastávka. Přibližně 700 metrů severně je umístěno městské autobusové nádraží. Ve městě se dále nachází železniční zastávka Hronov zastávka.

## Historie
Stanice byla vybudována jakožto součást trati Rakouské společnosti státní dráhy (StEG) spojující Choceň a Meziměstí, kde železnice dosáhla hranice s Pruskem. Pravidelný provoz zde byl zahájen 25. července 1875. Nově postavené nádraží v Hronově vzniklo jako stanice III. třídy, dle typizovaného stavebního vzoru navrženého architektem Wilhelmem von Flattichem.
Po zestátnění StEG v roce 1908 pak obsluhovala stanici jedna společnost, Císařsko-královské státní dráhy (kkStB), po roce 1918 pak správu přebraly Československé státní dráhy.

## Popis
V roce 2018 byla dokončena rekonstrukce nádraží prováděná na širším úseku trati 026. Původní jedno hranové a jedno ostrovní nekryté nástupiště nahradilo jedno nekryté vyvýšené nástupiště poloostrovní (k příchodu slouží přechody přes kolejiště).

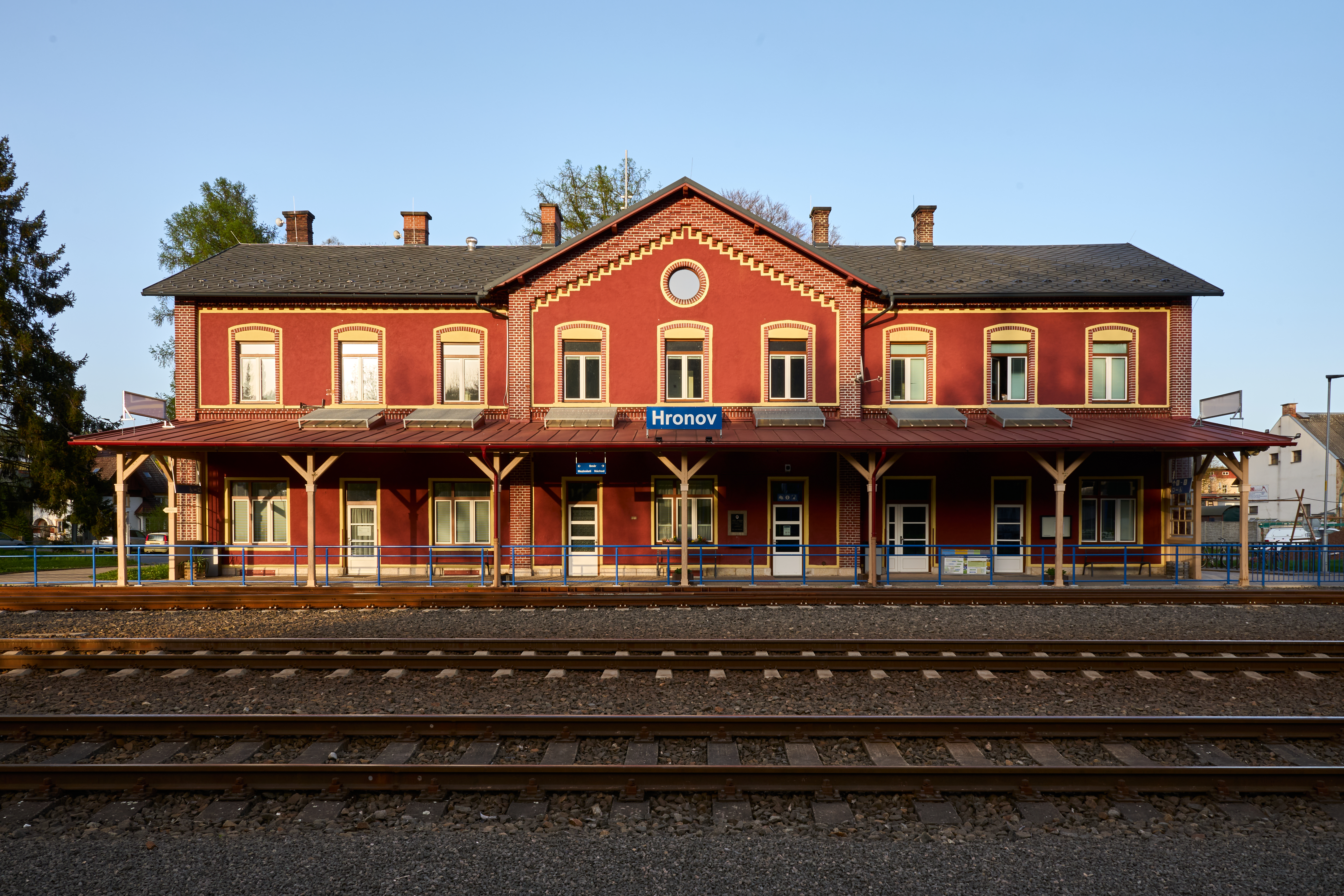
Vlakové nádraží Hronov z kolejiště